# Alik Alik
Alik L. Alik (Kosrae, 26 de enero de 1953) es un diplomático y político micronesio quién fue vicepresidente de los Estados Federados de Micronesia entre el 11 de mayo del 2007 y el 11 de mayo de 2015.

## Primeros años
Nacido en Kosrae, Alik completó el instituto en 1973 y dejó la isla para educarse en los Estados Unidos, asistió a la Universidad Internacional de los Estados Unidos en Hawái entre 1973 y 1976 y después al Colegio Graceland en Iowa entre 1976 y 1979. Después de regresar a Kosrae, Alik trabajó como consejero estudiantil en el Instituto Kosrae por dos años.

## Carrera política

### Inicios
En 1982 se convirtió un Agente de Servicio Extranjero para el Departamento Micronesio de Relaciones Externos y fue promovido a vicejefe para la División de Relaciones del Pacífico Sur.

### En el extranjero
En 1989, Alik asumía como el primer embajador micronesio a Fiyi, cargo que ocupó hasta 1998. Mientras estuvo en Fiyi también fue acreditado como embajador a Israel, Tonga, Nauru, Kiribati, Samoa, Tuvalu, Islas Salomón y Vanuatu. En 1998 fue nombrado como embajador a Japón.
Sería el segundo diplomático micronesio enviado a Israel, después del embajador Jesse B. Marehalau, desde que ambos países formalizaron sus relaciones el 23 de noviembre de 1988.

### En los Estados Federados de Micronesia
Su carrera política dentro del país empezó en 2003, cuándo ganó el estado de Kosrae con gran representación en el 13° Congreso de Micronesia en qué tomó la presidencia del Comité de Recursos y Desarrollo y fue miembro en el Comité de Operaciones Judiciales y Gubernamentales y también el Comité de Relaciones Exteriores. En el 14º congreso asumió la presidencia del Comité de Relaciones Exteriores.

#### Vicepresidente de los Estados Federados de Micronesia
Alik se convirtió en el 7º Vicepresidente de los Estados Federados de Micronesia el 11 de mayo de 2007.

## Vida privada
Está casado con Shra C. Lonno. Tienen dos niños juntos.